# پالافروخی
پالافروخی (به اسپانیایی: Palafrugell) یک شهرستان در اسپانیا است که در استان خرنا واقع شده‌است.

## خصوصیات
پالافروخی ۲۶٫۹۳ کیلومترمربع مساحت و ۲۲٬۱۰۹ نفر جمعیت دارد و ۶۴ متر بالاتر از سطح دریا واقع شده‌است.